# Takayus
Takayus is een geslacht van spinnen uit de  familie van de Theridiidae (kogelspinnen).

## Soorten
- Takayus chikunii (Yaginuma, 1960)
- Takayus fujisawai Yoshida, 2002
- Takayus huanrenensis (Zhu & Gao, 1993)
- Takayus kunmingicus (Zhu, 1998)
- Takayus latifolius (Yaginuma, 1960)
- Takayus linimaculatus (Zhu, 1998)
- Takayus lunulatus (Guan & Zhu, 1993)
- Takayus lushanensis (Zhu, 1998)
- Takayus naevius (Zhu, 1998)
- Takayus papiliomaculatus Yin, Peng & Zhang, 2005
- Takayus quadrimaculatus (Song & Kim, 1991)
- Takayus sublatifolius (Zhu, 1998)
- Takayus takayensis (Saito, 1939)
- Takayus wangi (Zhu, 1998)
- Takayus xui (Zhu, 1998)